# Гавайці

Прапор гавайців

Гава́йці (англ. Native Hawaiians, гавай. Kānaka Maoli) — східно-полінезійський народ, корінне населення Гавайських островів. 

## Чисельність і мова
Чисельність гавайців є дискусійним питанням. За даними перепису населення США (2000) як гавайців себе самоідентифікували 401 161 осіб, з них 104 162 особи назвали себе чистокровними гавайцями, однак за іншими даними справжніх гавайців менше чи не вдесятеро, тобто близько 5-6 тис. осіб.
Серед гавайців поширені англійська та її місцевий варіант, також зберігається гавайська мова. Писемність останньої базується на основі латинських букв.

## Дані з історії і суспільства
На час відкриття європейцями Гавайських островів їхнє населення сягало бл. 300 тис. осіб (оцінка). У гавайців у в цілому патріархальному суспільстві склалися напівфеодальні відносини, де національна аристократія вже була сформована. Гавайці жили великими сімейними общинами (охана), які поділялися на дві значні групи — алії (вожді) та макааїнана (прості общинники).
Колонізація призвела до обезземелювання і винародовлення місцевого населення, руйнування самобутної культури тощо. 23 листопада 1993 року президент США Білл Клінтон підписав закон 103—105, відомий як «Резолюція вибачення» (англ. Apology Resolution), що до цього був схвалений конгресом США, в якому від народу США гавайцям принесені вибачення за утиски, політику денаціоналізації й повалення панівної на островах свого часу династії гавайських правителів (королів).
З 1970-х рр. і понині популярним є рух за відродження і збереження гавайської культури.
Гавайці входять до Організації непредставлених націй та народів.

## Господарство і культура
Традиційними заняттями гавайців є землеробство і рибальство. З ремесел розвинутим є будування човнів
Матеріальна культура в цілому близька до загально-полінезійської.
У фольклорі гавайців характерними є пісні (меле) й танці (хула), що набули міжнародного визнання і популярності (напр. у назві спортивного обруча Хула-хуп, англ. Hula hoop).
Інше гавайське слово, що стало міжнародним — алоха (привітання).
Популярний герой гавайської (загально-полінезійської) міфології — Мауї.

## Релігія
За віросповіданням сучасні гавайці є протестантами (Баптизм, Об’єднана Церква Христа, п'ятидесятництво) і католиками, також зберігаються традиційні вірування.

Гавайська релігія відноситься до місцевих релігійних вірувань і практик корінних гавайців, також відомих як система капу . Гавайська релігія в основному базується на релігії тапу, поширеній у Полінезії, і, ймовірно, виникла серед таїтян та інших жителів тихоокеанських островів , які висадилися на Гаваях між 500 і 1300 роками нашої ери. Сьогодні гавайські релігійні обряди захищені Законом про свободу віросповідання американських індіанців.

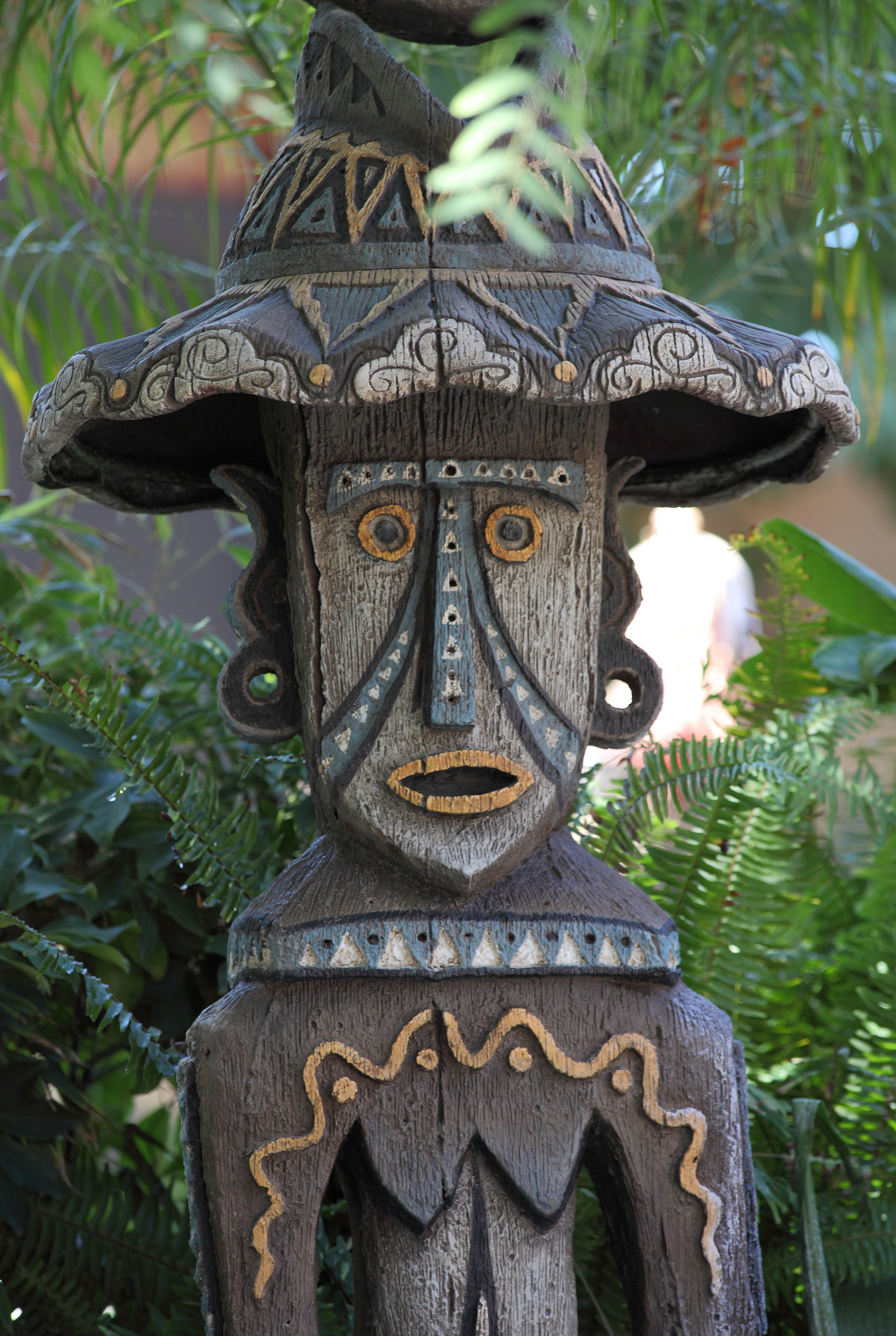
Ідол гавайській богині дошу Хіна Куулуа
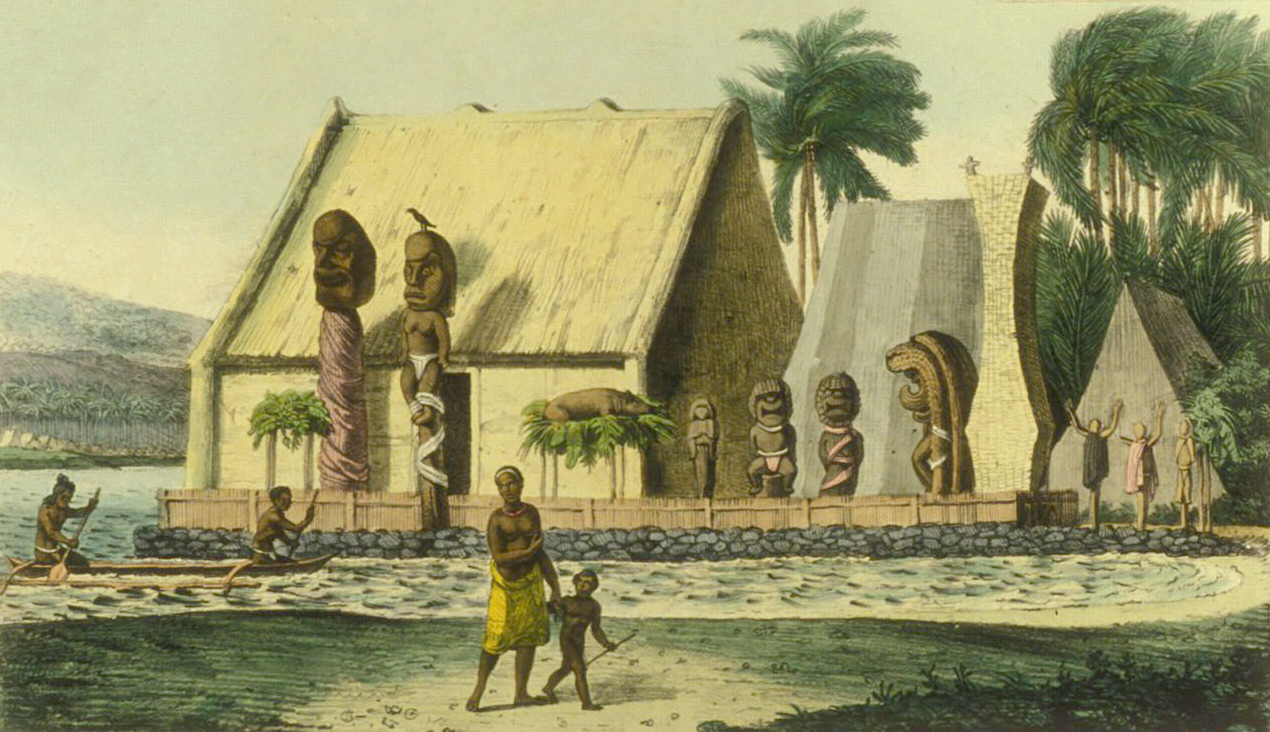
Зображення гавайського храму традиційної релігії на ілюстрації
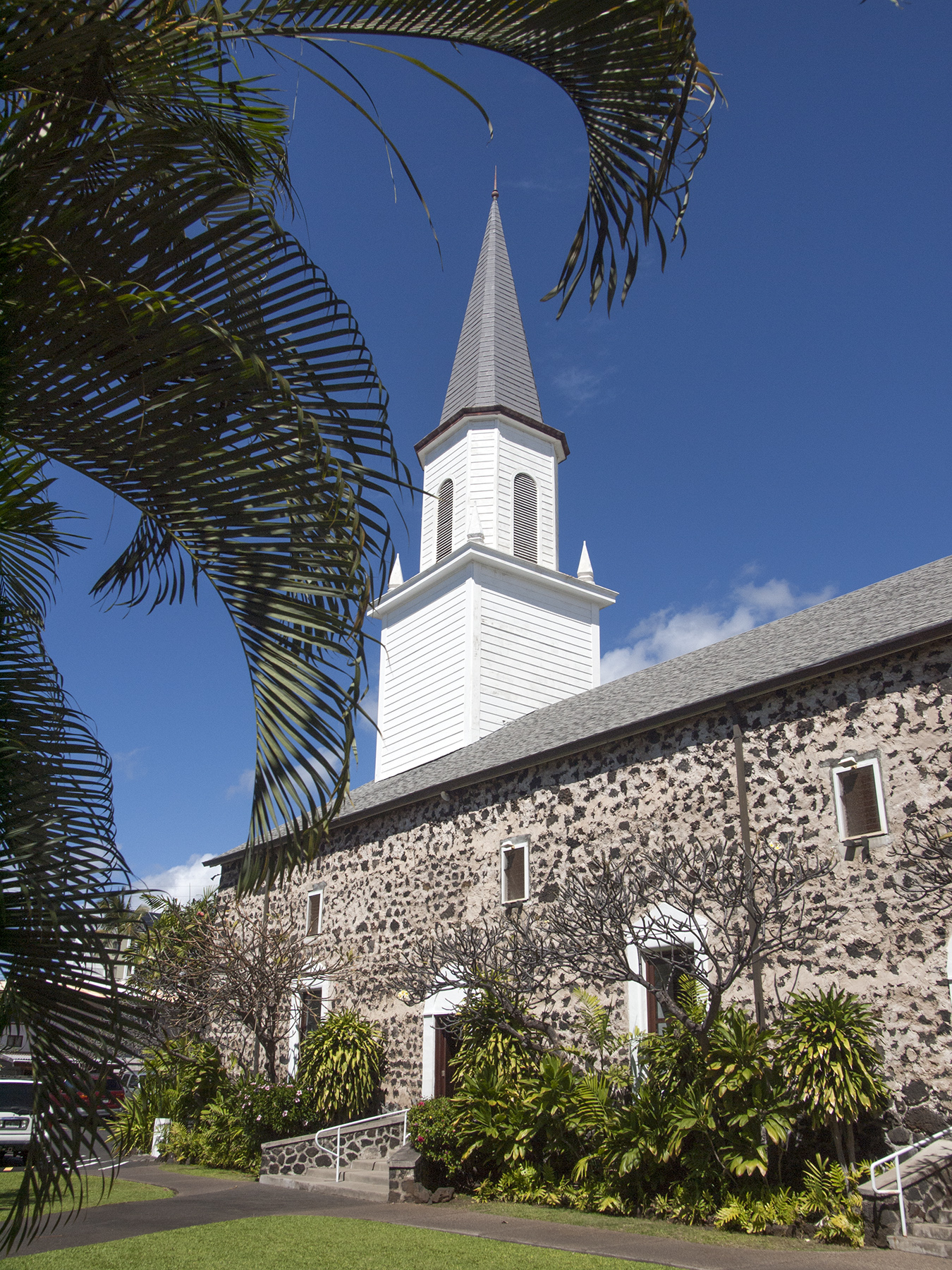
Церква Мокуайкауа

## Галерея

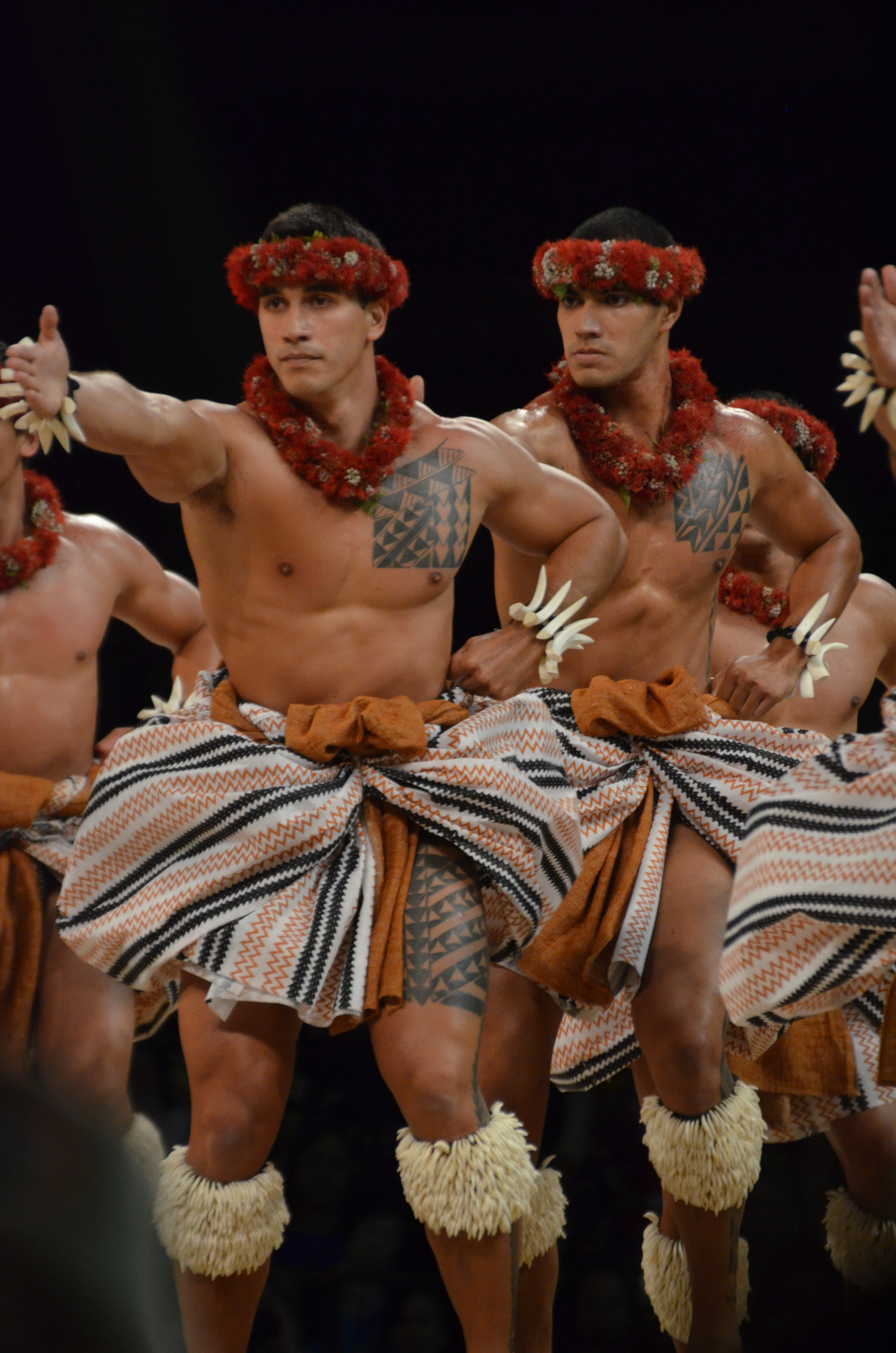
Гавайські чоловіки танцюють танець хула
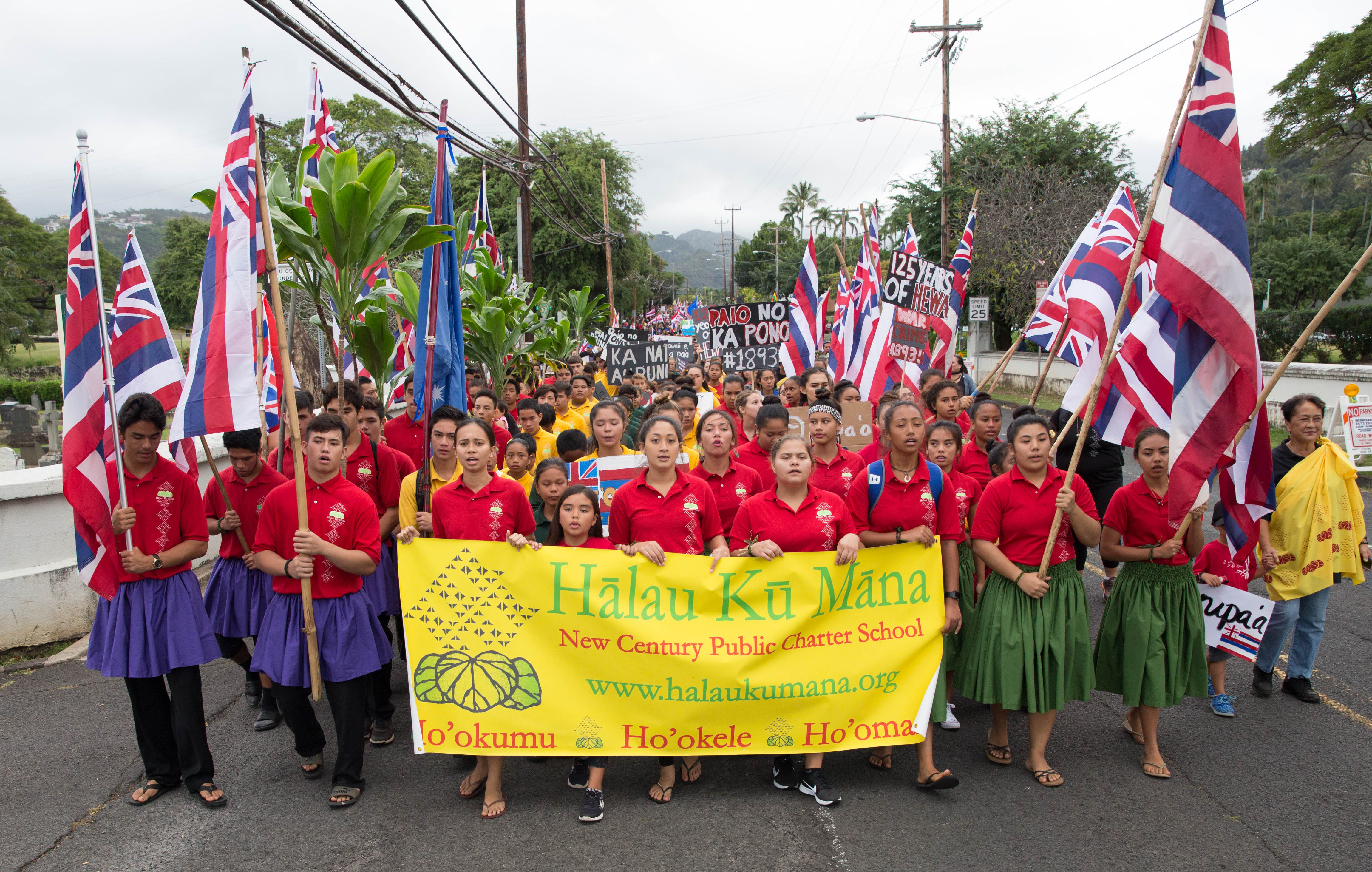
Гавайці на урочистості